# Vicente Salvá

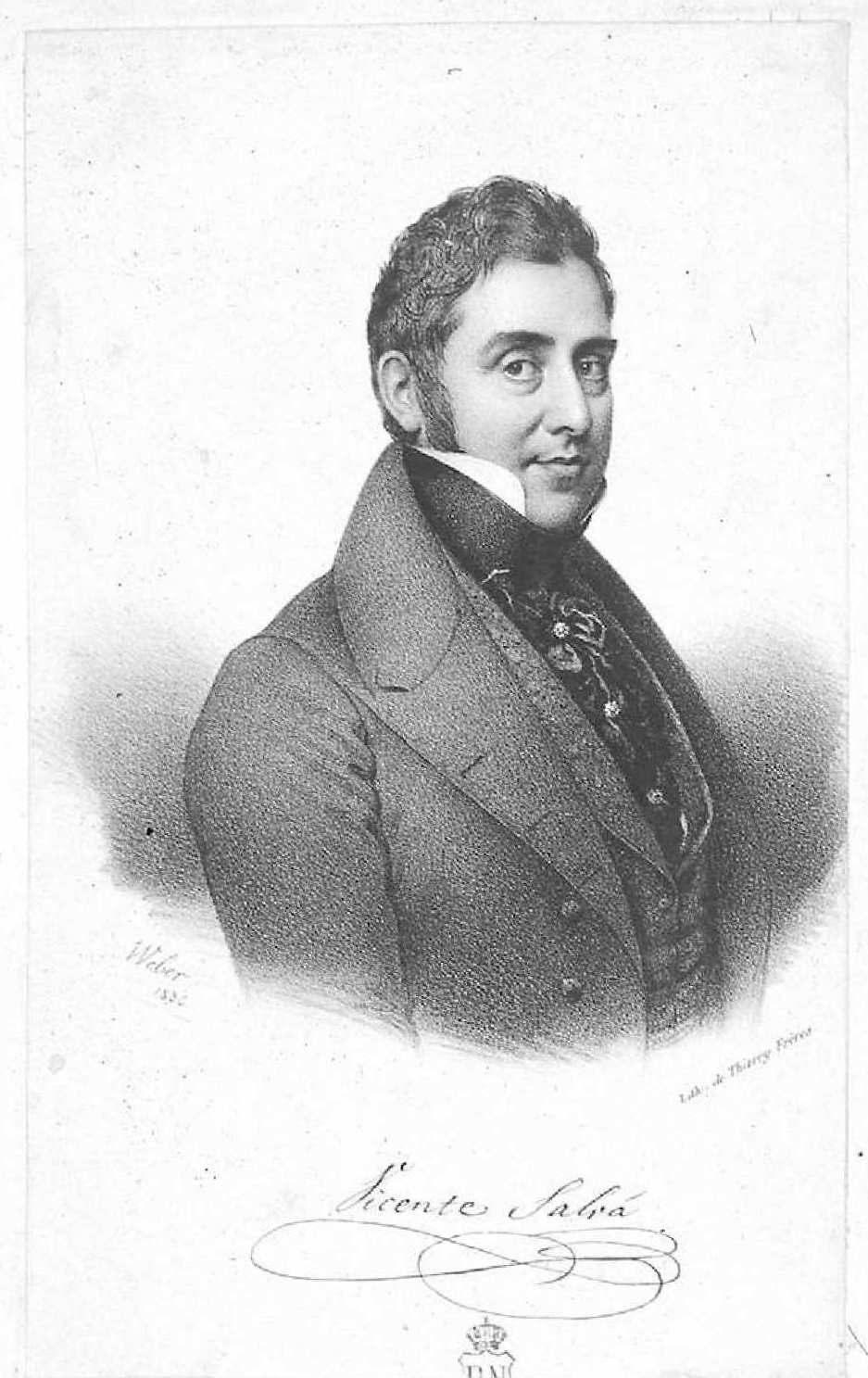
Vicente Salvá, litografía firmada Weber, Lith de Thierry Frères. Biblioteca Nacional de España.

Vicente Salvá Pérez (Valencia, 10 de noviembre de 1786-París, 5 de mayo de 1849) fue un gramático, bibliógrafo, librero y editor español. 

## Biografía
Estudió filosofía, teología, jurisprudencia, griego y hebreo en Valencia y a los quince años ya era sustituto de griego en la Universidad valenciana, pasando a serlo a los veinte en la de Alcalá. La invasión francesa le obligó a volver a Valencia y en 1809 comenzó a comerciar con libros. Colaboró con Isidoro de Antillón y Marzo en la Aurora Patriótica Mallorquina, Palma, 1812-1813. Escribió Fundamentos que tuvo la Aurora para dar su juicio sobre la carta del Teniente coronel graduado D. Pedro Vassallo en los términos que lo hizo en el número 75, Palma, 1812. Fue regidor del Ayuntamiento de Valencia, capitán de la Milicia Nacional y amplió el negocio de comercio de libros como socio de su cuñado Pedro Juan Mallén. 
Fue diputado a Cortes por Valencia entre 1822 y 1823, y ocupó el puesto de secretario de las mismas. Emigrado a Londres, creó allí en 1824 una Librería Clásica y Española con la ayuda de sus amigos ingleses, y en ese lugar hubo tertulia de liberales españoles emigrados. Publicó en 1825 Interesante narración de los extraordinarios medios por los cuales salvó su vida el español D. Paulino Lacalle (obra que alude al asesinato de Matías Vinuesa, también conocido como el Cura de Tamajón).
Fue también profesor de griego en el Ateneo español de Londres, fundado en 1829. Amplió sus negocios a la edición en Londres y, a partir de 1830, a París, adonde se trasladó ese año. 
Los Catálogos de libros españoles y portugueses que publicó en 1825 y 1826 se hicieron prontamente famosos entre los bibliófilos de todo el mundo, aunque circularon poco por España. Colaboró en el Repertorio Americano (Londres, 1827) y publicó además una celebérrima y reeditadísima, con muchas correcciones y ampliaciones, Gramática de la lengua castellana, Belfast, 1827, segunda edición París 1830. Junto con la Gramática de Andrés Bello, forma la pareja de gramáticas clásicas del siglo XIX, en cierto modo complementarias, ya que lo que en Vicente Salvá es sobre todo empirismo y casuística en Bello es profundo análisis y teoría lingüística. 
En cuanto a su obra literaria, Palau le atribuye Don Termópilo o defensa del Prospecto del Doctor Puigblanch. Por Perico de los Palotes, Londres, 1829, y La bruja, o cuadro de la corte de Roma, París, 1830, e Irene y Clara o la madre imperiosa, París, 1830, novelas estas últimas. Trasladó su casa a París no regresando a España hasta 1835. Fue diputado por Valencia en las constituyentes de 1836-1837, en las que fue otra vez secretario. Escribió Apuntes sobre la propiedad literaria, Valencia, 1838.